# The Simpsons Beyond Forever!: A Complete Guide to Our Favorite Family ...Still Continued
The Simpsons Beyond Forever!: A Complete Guide to Our Favorite Family ...Still Continued, traducido al español, ¡Los Simpson, Más allá por siempre!: Una guía completa sobre nuestra familia preferida ...Otra continuación, es una guía de episodios para las temporadas 11 y 12 de la serie de televisión, Los Simpson. Fue publicado en el año 2002 por HarperCollins, y es editado por Jesse L. McCann.

## Contenido
El libro consiste en las sinopsis de cada episodio, comenzando con "Beyond Blunderdome" y terminando con "Simpsons Tall Tales". De esta manera siguen los dos libros anteriores. Sin embargo, esta edición dedica dos páginas de cobertura a cada episodio, y cuatro páginas de cobertura para cada Especial de Halloween. Aventaja así las ediciones anteriores, que tenían entre una y dos páginas para cada episodio. El libro también continúa el trabajo de las dos ediciones anteriores enumerando los D'oh! de Homer, los "Mmm..." de Marge, también los gags del sofá,y las frases del cartel de la iglesia.
El creador de Los Simpson, Matt Groening, escribió una introducción del libro, como con las ediciones anteriores. En esta introducción, él explica el objetivo para editar inesperadamente libros de la serie. En el libro aparece cuando el personaje Apu se convierte en padre de octillizos ("Eight Misbehavin'") y cuando Homer pierde un pulgar ("Trilogy of Error"). Groening también reconoce la muerte de Maude Flanders ("Alone Again, Natura-Diddily"), diciendo que es "divertido, divertido - bien, extraño, de todas formas".
Groening dice que estas dos temporadas tienen algunas de sus escenas preferidas de todas las series. Él enumera entre estos los insanos animales del campo de tomacco ("E-I-E-I-(Annoyed Grunt)") y la representación de los delfines que esclavizan a la humanidad ("Treehouse of Horror XI"). Él también identifica el episodio "Worst Episode Ever" como uno que gozó particularmente, llamándolo "una historia muy especial".